# Bromisoval

Formule topologique du bromisoval.

Le bromisoval (DCI ), communément appelé bromovalerylurea, est un hypnotique et sédatif du groupe bromoureide découvert par Knoll en 1907 et breveté en 1909. Il est commercialisé sans ordonnance en Asie sous divers noms commerciaux (tels que Brovarin), généralement en association avec des anti-inflammatoires non stéroïdiens.